# Râul Berești
Râul Berești este un curs de apă, afluent al râului Tazlău. 